# Sant Miquel de Llotes (església)
Sant Miquel de Llotes és l'església parroquial romànica, del poble i de la comuna homònima, de la comarca del Rosselló (Catalunya del Nord).
Està situada en el Veïnat del Cementiri, el que exerceix de centre del poble, d'entre els diversos veïnats que el formen.

## Història
La construcció de l'església tingué lloc al segle xi i va ser consagrada el 1031. Inicialment era dedicada a santa Eulàlia, abans que l'advocació s'assignés a sant Miquel. L'edificació va ser engrandida diverses vegades: al segle xiv (construcció d'una nau paral·lela al nord de la principal); al segle xvii (una capella); al XVIII (sagristia del 1702, aixecament del cor, construcció de dos passadissos laterals, es remunta el campanar); i encara al segle xix. Hom l'ha restaurada completament al segle xx. L'edifici va ser declarat Monument històric de França el 30 de juliol del 1973.

## L'edifici

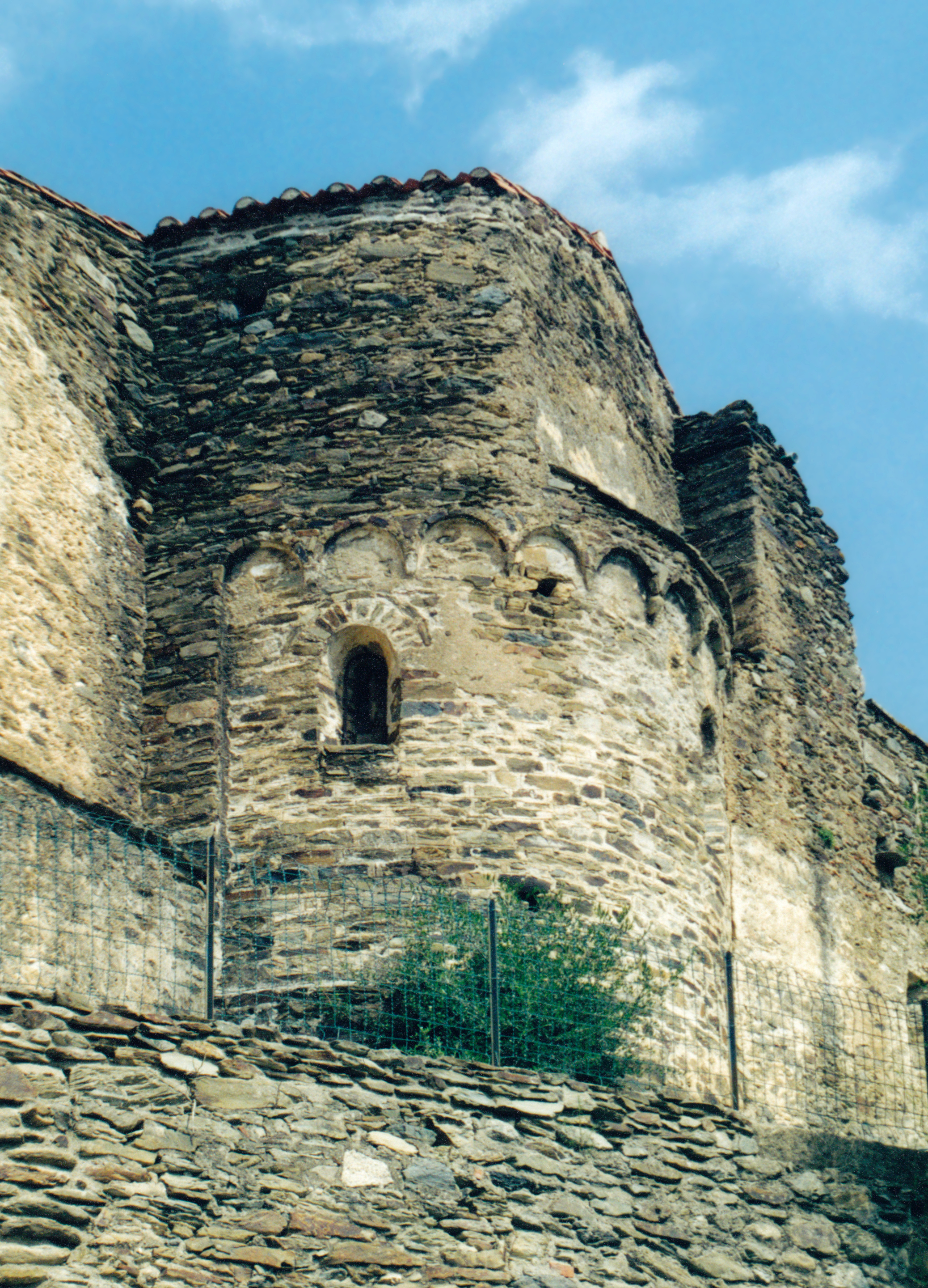
Vista de l'absis

### Arquitectura[5]
La nau principal és de volta de canó, amb tres arcs dobles. Construïda amb cobertura de fusta al segle xi, la substitució d'aquesta per la pedra feu que calgués reforçar les parets laterals amb arcs de contrafort. A banda i banda de la nau principal se n'aixecaren dues de laterals, una del XIV i una altra de més tardana. Pel mur de la capçalera (sobreelevada al segle xiii o al XIV) corre un petit fris d'arcs cecs visible amb dificultats.
L'absis va ser construït en estil romànic llombard, és semicircular i molt aixecat respecte del nivell del carrer. És decorat amb lesenes, una mena de sanefa feta de petits arcs cecs. Es poden observar a l'absis, també, els forats deixats per les subjeccions de les bastides que s'hi utilitzaren en els processos constructius.
L'alt campanar, de planta quadrada, té obertures per a les campanes a cada cara.

### Mobiliari
D'època medieval resta una marededéu amb l'Infant, romànica del segle xiv, així com un sarcòfag datat del 1318. Més moderna, però de gran qualitat, la cadireta processional de la Mare de Déu, del segle xviii (es va daurar el 1735). Es poden esmentar, a més, una estàtua en fusta esculpida, policroma i daurada, que es considera feta a finals del segle xvii o començament del xviii; una pila baptismal del divuitè en marbre de Vilafranca de Conflent, i una cadira de la mateixa època. Hom ha destacat, també, la conservació d'una "superba" campana del segle xviii. S'ha esmentat l'existència d'una estàtua del segle xiii dedicada a santa Eulàlia, però datació i advocació són a confirmar.

#### Els retaules[5]
Les esglésies de la Catalunya del Nord excel·leixen per la quantitat de retaules que conserven, una tendència del segle xvii influïda pel fervor contrareformista originat en el Concili de Trento. Gràcies a aquest impuls, diversos mestres escultors pararen taller a Perpinyà, per poder servir encàrrecs d'arreu de les comarques nord-pirinenques: Llàtzer Tramulles, Lluís, Joan i Francesc Generes, Francesc Grau, Josep i Pau Sunyer i Raurell, Francesc, Gauderic, Antoni, Miquel i Patrici Negre, Jacint Morató i Soler i força altres.
- Retaule de l'arcàngel Sant Miquel, o de l'Altar major

Del segle divuitè, fet en fusta daurada i policromada. L'espai central és ocupat per l'arcàngel sant Miquel dominant un drac antropomòrfic. En el registre per dessobre, una estàtua de sant Galderic recorda el paper que aquest tenia com a patró dels pagesos i protector de la pesta arreu del Rosselló; el flanquegen sant Josep i sant Sebastià. La decoració de fons és sòbria i consisteix en motius vegetals. Les columnes, llises amb garlandes de flors envoltant-les, s'aparten de les típiques columnes salomòniques, o helicoïdals, més representatives de l'art barroc de l'època. En repintar el retaule al segle xix, hom li afegí diversos elements, com l'altar o el tabernacle.
- Retaule del Roser, primera capella lateral esquerra

Com l'anterior, va ser fet de fusta daurada i pintada. El fet que se n'hagi conservat el contracte de producció permet datar-lo al 1774, i saber els minuciosos requisits que els pagadors (la confraria del Roser) imposaren a l'artista, Patrici Negre, de la coneguda família perpinyanenca d'escultors. En el centre de la peça, la Mare de Déu amb l'Infant lliura el roser -rosari- a sant Domènec i a santa Caterina de Siena. Els envolten sis dels vint misteris del Rosari: la Coronació de Maria, la Nativitat de Jesús, la Visitació, la Presentació de Jesús al Temple, l'Anunciació i Jesús entre els doctors. La resta de la decoració segueix el mateix estil que el retaule de l'Altar.
- Retaule de sant Antoni, segona capella lateral esquerra

Fet de guix pintat, és de finals del segle xix, en estil neoclàssic. La Mare de Déu de Lorda és acompanyada per sant Antoni Abat a l'esquerra i santa Marta a la dreta. A la part baixa del retaule, els quatre Evangelistes són dos i dos a banda del Crist.
- Retaule del Crist, primera capella lateral dreta

És del segle xviii o del XIX, i hauria estat un encàrrec de la Confraria del Crist, o de la "Sanch", una denominació popular a la Catalunya del Nord (com a la Processó de la Sang de Perpinyà). El retaule és d'estil neoclàssic, en fusta pintada imitant el marbre. Centra la peça el Crist crucificat, i als seus peus hi ha la Mare de Déu dels Set Dolors, ambdues figures passos habituals de la processó de Dijous Sant.
- Retaule de la Mare de Déu de la Misericòrdia, segona capella lateral dreta

Amb data no segura, però del segle xix i posterior a 1866 (any en què es va fer la capella), va ser fet de fusta pintada i daurada. La Mare de Deú és acompanyada per sant Joan Baptista i un altre sant no identificat.